# Lara Casas
Lara Casas (n. 22 iunie 2004, Buenos Aires, Argentina) este o jucătoare de hochei pe iarbă ce a reprezentat Argentina, medaliată olimpică. A participat la o ediție a Jocurilor Olimpice (2024) în care a câștigat o medalie de bronz.

## Participări
Lista de mai jos prezintă principalele competiții la care a participat Lara Casas de-a lungul carierei.
- Hochei pe iarbă la Jocurile Olimpice de vară din 2024 - turneul feminin